# Per Welinder
Per Welinder, född 17 april 1962 i Täby, Stockholms län, är ett svenskt proffs inom skateboard.
Han är mest känd för att vara den enda freestyleåkaren i världen som har vunnit över den tidigare oslagbara Rodney Mullen i en skateboardtävling 1983. Orsaken sägs vara att Mullen då led av psykiska påfrestningar från sin far som ville tvinga honom att sluta åka skateboard.
Per var även stuntman åt Michael J. Fox i de skateboardscener som gjordes i filmen Tillbaka till framtiden från 1985. Året efter hade en liten roll som freestyleåkaren "Per" i skateboardfilmen Thrashin'.